# Josef Dorfner
Josef Dorfner (* 28. November 1820 in Dobretshofen, Gemeinde Oepping, Bezirk Rohrbach; † 26. März 1872 ebenda) war Landwirt und Abgeordneter zum Österreichischen Abgeordnetenhaus.

## Leben
Josef Dorfner war Sohn des gleichnamigen Landwirts Josef Dorfner († 1868). Wie sein Vater wurde auch Josef Landwirt (vulgo Ruckerhof) in Dobretshofen.
Er war von 1870 bis 1872 Mitglied im Oberösterreichischen Landtag (III., IV. und V. Wahlperiode), als Abgeordneter der Landgemeinden (Wahlbezirk Rohrbach).
Er starb am 26. März 1872 im Alter von 51 Jahren an Brechdurchfall (laut damaligem Zeitungsartikel scheint es ein stark typhöses Leiden gewesen zu sein).
Er war römisch-katholisch und ab 1846 verheiratet mit Katharina Mörzinger, verwitwete Reif, mit der er eine Tochter und drei Söhne hatte, wobei ein Sohn jung verstorben ist.

## Politische Funktionen
Josef Dorfner war vom 28. Dezember 1871 bis zu seinem Tod am 26. März 1872 Abgeordneter des Abgeordnetenhauses im Reichsrat (IV. Legislaturperiode) und war dort für die Kurie Oberösterreich, Landgemeinden (Linz, Ottensheim, Urfahr, Grein, Pregarten, Mauthausen, Perg, Freistadt, Weißenbach, Leonfelden, Rohrbach, Neufelden, Lembach, Haslach, Aigen, Wels, Eferding, Grieskirchen, Waizenkirchen, Lambach, Steyr, Weyer, Kremsmünster, St. Florian, Neuhofen, Enns, Kirchdorf, Grünburg, Windischgarsten) zuständig.